# Seru Epenisa Cakobau
Ratu Seru Epenisa Cakobau (ocasionalmente grafado Cakobau ou Thakombau) (c.1815 - 1 de fevereiro de 1883) foi um chefe fijiano e senhor da guerra (Vunivalu) que unificou parte das tribos em guerra de seu país sob sua liderança, estabelecendo o Reino de Fiji e governando como Tui Viti (Rei de Fiji) de 5 de junho de 1871 a 10 de outubro de 1874, data em que Fiji tornou-se colônia do Império Britânico.